# Dominikanerkloster Danzig

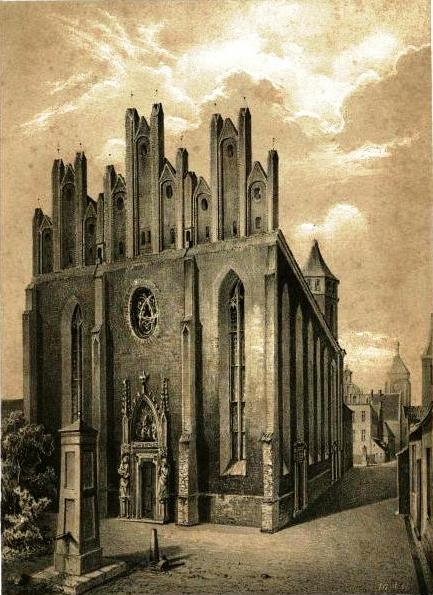
St. Nikolaikirche 1864

Das Kloster St. Nicolai war eine Niederlassung des Dominikanerordens in Danzig von 1227 bis 1835.

## Lage

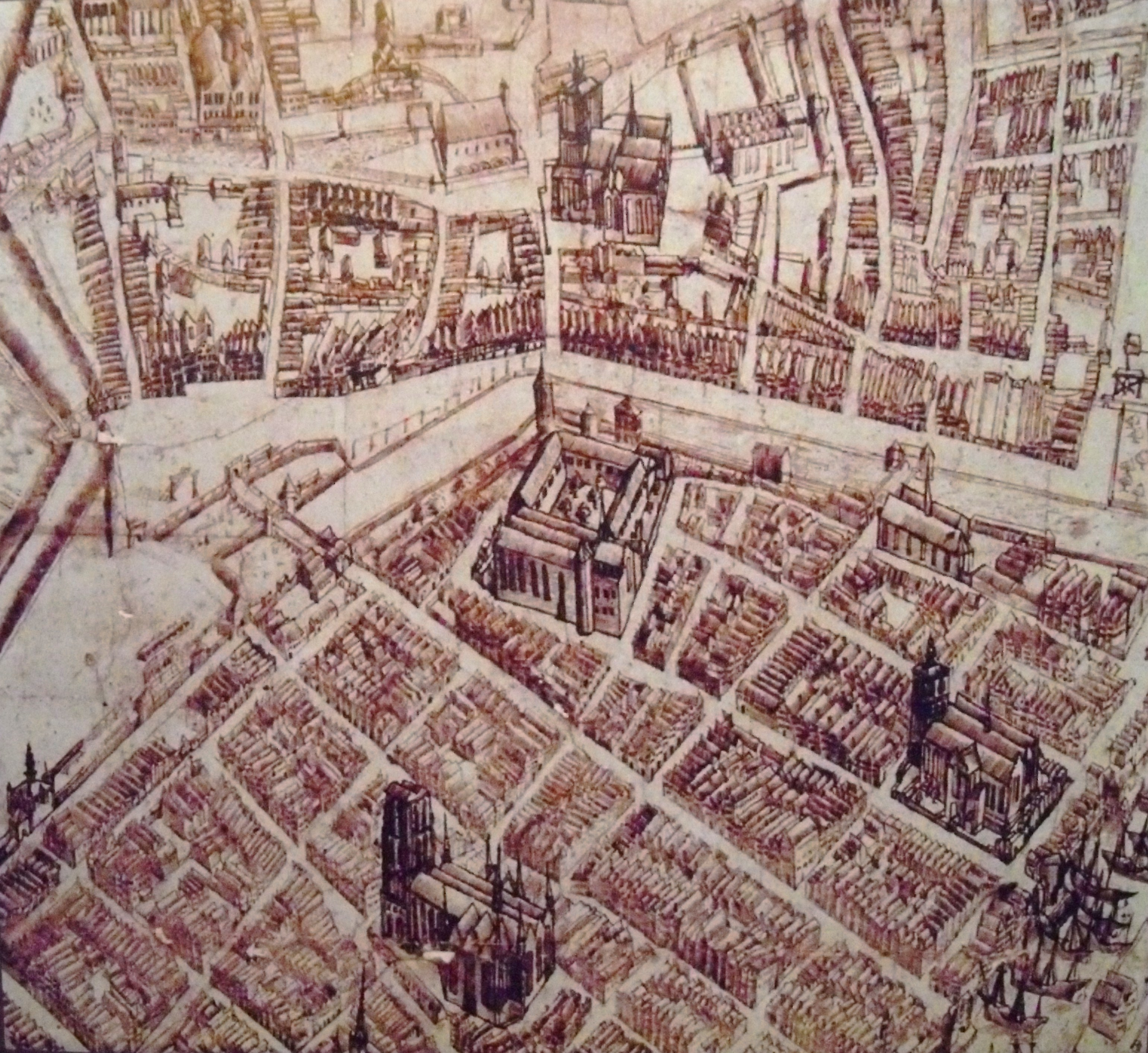
Danzig um 1630, Dominikanerkloster in der Rechtstadt, großer viereckiger Komplex in der Mitte

Das Dominikanerkloster befand sich an der St.-Nikolai-Kirche am nordwestlichen Rand der Rechtstadt an der Stadtmauer. Die Kirche ist erhalten, ebenso ein unterirdisches gemauertes Kellergewölbe des Klosters und ein Ossuarium. Auf einem Teil des ehemaligen Klostergeländes befindet sich jetzt die Markthalle (Hala Targowa).

## Geschichte
Vorgeschichte 
Bereits im 10. Jahrhundert gab es an dieser Stelle einen Friedhof, der zu der Wikingersiedlung am Langen Markt gehörte. Spätestens um 1180 wurde dort die erste Nikolaikirche aus Stein gebaut.
Mittelalter
1226 kamen die ersten Dominikaner nach Danzig, acht Jahre nach der Gründung des Ordens. Im folgenden Jahr übergab ihnen Herzog Swantopolk II. von Danzig die St. Nikolaikirche und den umliegenden Platz nebst Fischereirechten in der Weichsel und Ostsee und weiteren Rechten und Besitzungen. Das Kloster war das erste Bettelordenskloster im Herzogtum Pommerellen und dem späteren Deutschordensland Preußen. Es gehörte zur polnischen Dominikanerprovinz. Es wurde von den jeweiligen Landesherren (Herzöge von Pommerellen, Hochmeister des Deutschen Ordens, und Könige von Polen), den Bischöfen, dem Rat und Bürgern der Stadt Danzig mit weiteren Schenkungen und Stiftungen versehen und blieb das wichtigste Kloster im Mittelalter innerhalb der Stadtmauern. Geleitet wurde es von einem Prior. Der 1260 erstmals erwähnte Dominikanermarkt hat sich bis heute zum bekanntesten Volksfest der Stadt entwickelt.
16. Jahrhundert
1525 wurde das Kloster während eines reformatorischen Aufruhrs gestürmt und die Mönche vertrieben. Im folgenden Jahr konnten diese nach Intervention des Königs wieder zurückkehren. 1539 wurde die Anlage bei einem Brand beschädigt. 1564 wurde das Kloster dem Militär als evangelische (Garnison-)Kirche übergeben. Zu dieser Zeit lebten dort noch zwei Mönche. 1567 erhielten es der Orden nach Eingreifen des Königs wieder zurück. 1577 wurden sie erneut vertrieben und kehrten im darauffolgenden Jahr zurück.
Seitdem war die Nikolaikirche die einzige katholische Kirche in der überwiegend protestantischen Stadt. Seit etwa 1597 wurde das Pfarrhaus von Jesuiten als deren Zentrum in Danzig genutzt.
19. Jahrhundert und Auflösung
1807 wurde die Kirche während der napoleonischen Besatzung als Lazarett genutzt. 1810 wurde nach der preußischen Rückeroberung die Aufnahme von neuen Novizen durch die Behörden untersagt. 1815 wurde die Klosteranlage durch russischen Artilleriebeschuss schwer beschädigt

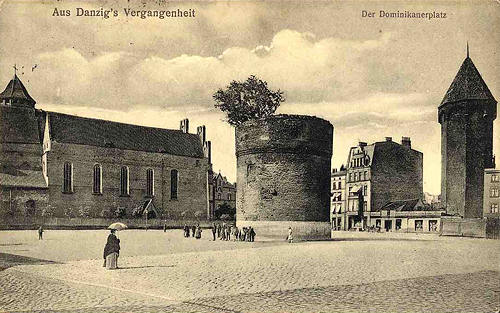
Platz vor der Nikolaikirche 1881/94

Nach dem Tod des letzten Dominikanermönchs 1835 wurde die Anlage 1835 der Stadt übergeben. Die Kirche wurde zur Pfarrkirche, die Klostergebäude wurden von Handwerkern genutzt. 1839/40 wurden diese abgerissen. 1881 wurde dort ein großer Marktplatz eingerichtet und 1894 die Markthalle gebaut.
Seit 1945

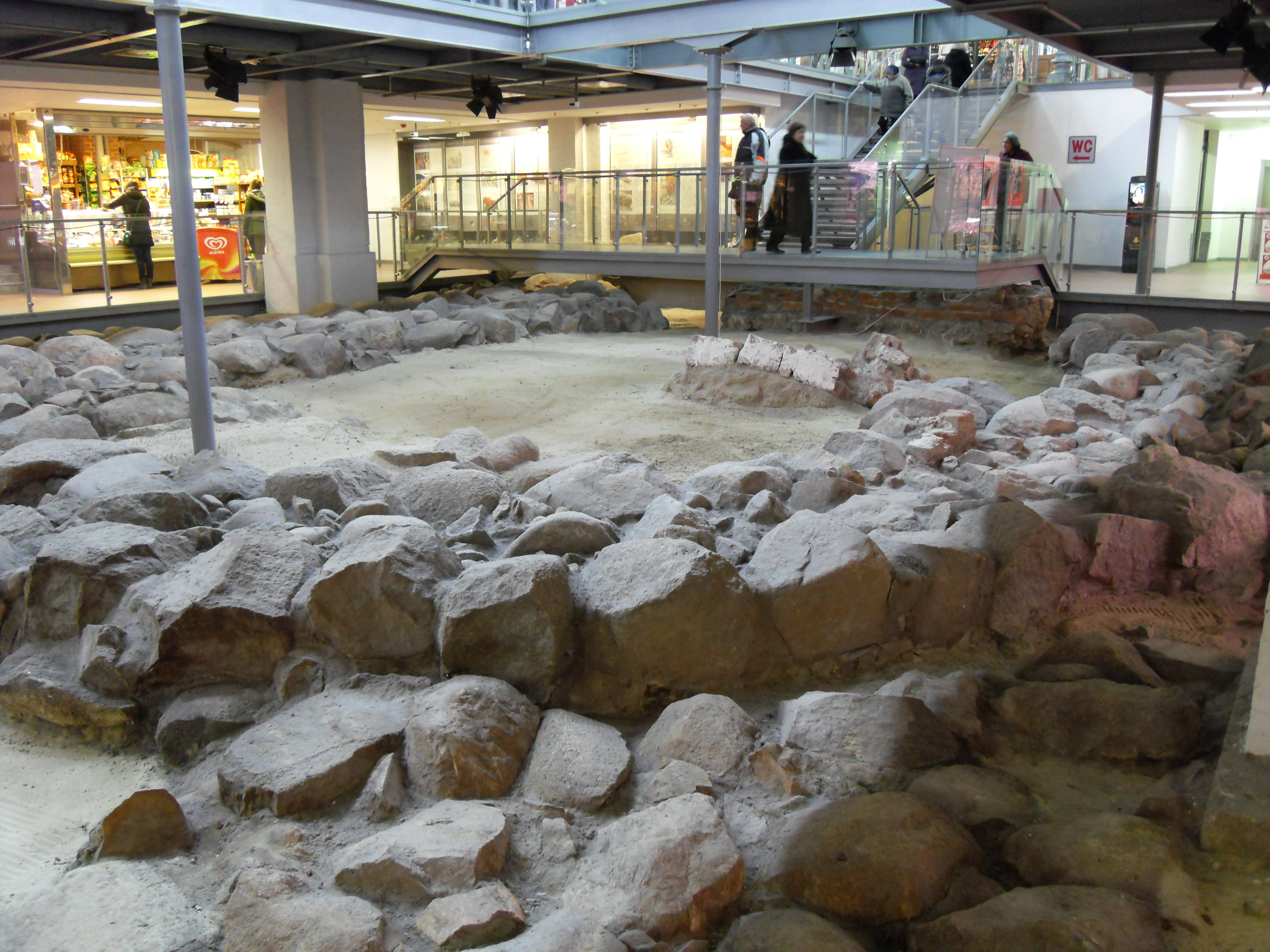
Romanische Mauern bei archäologischen Ausgrabungen

Die Nikolaikirche blieb 1945 weitgehend unbeschädigt, als einziger Sakralbau der Innenstadt. In diesem Jahr kamen Dominikaner aus Lwiw (Lemberg) und gründeten wieder ein Kloster, das bis in die Gegenwart besteht.
Seit 2004 wurde bei archäologischen Ausgrabungen ein romanisches Kellergewölbe des Klosters entdeckt sowie ein Ossuarium.